# Saint-Geours-d’Auribat
Saint-Geours-d’Auribat – miejscowość i gmina we Francji, w regionie Nowa Akwitania, w departamencie Landy.
Według danych na rok 1990 gminę zamieszkiwało 260 osób, a gęstość zaludnienia wynosiła 48 osób/km² (wśród 2290 gmin Akwitanii Saint-Geours-d’Auribat plasuje się na 919. miejscu pod względem liczby ludności, natomiast pod względem powierzchni na miejscu 1401.).